# Elena di Sassonia-Coburgo-Gotha
Elena Sassonia-Coburgo-Gotha del Regno Unito, GBE, RRC, DStJ, VA, CI (Elena Augusta Vittoria, per matrimonio Principessa Cristiano di Schleswig-Holstein; Buckingham Palace, 25 maggio 1846 – Westminster, 9 giugno 1923), è stata una principessa britannica, quintogenita e terza figlia della regina Vittoria del Regno Unito e del principe consorte Alberto di Sassonia-Coburgo-Gotha. In famiglia, Elena veniva chiamata "Lenchen".
Elena fu educata da insegnanti privati scelti da suo padre e dal suo consigliere e amico il Barone Stockmar. Trascorse la sua infanzia insieme ai genitori, viaggiando tra le varie residenze del Regno Unito. L'atmosfera intima della corte reale terminò il 14 dicembre 1861 quando suo padre morì e sua madre cominciò un periodo di lutto stretto. Al principio del decennio del 1860, Elena ebbe un flirt con il bibliotecario tedesco del principe Alberto, Carl Ruland. Sebbene la natura del rapporto è in gran parte sconosciuta, le lettere romantiche di Elena a Ruland sopravvissero. Quando la regina Vittoria scoprì il loro rapporto nel 1863, licenziò Ruland che ritornò nella sua nativa Germania. Tre anni dopo, il 5 luglio 1866, Elena sposò il decaduto principe tedesco Cristiano di Schleswig-Holstein. La coppia rimase in Gran Bretagna, su richiesta della Regina, a cui piaceva avere le figlie accanto, così Elena con la sorella più piccola, la principessa Beatrice, divenne segretario non ufficiale della Sovrana. Dopo la morte della regina Vittoria il 22 gennaio 1901, Elena vide relativamente poco i suoi fratelli ancora in vita.
Elena era il membro più attivo della famiglia reale, realizzando un ampio programma di impegni che la videro coinvolta a dispetto del fatto che a quel tempo i membri della famiglia reale non apparivano spesso in pubblico. Fu una mecenate attiva degli enti di beneficenza e uno dei membri fondatori della Croce Rossa britannica. Fu presidente e fondatore della Scuola Reale di Ricamo e presidente dell'Associazione Reale Britannica delle Infermiere e in questa veste sostenne tenacemente la creazione dell'albo delle infermiere contro il parere di Florence Nightingale. Fu il primo membro della Casa Reale a festeggiare il suo 50º anniversario di nozze nel 1916 ma suo marito morì l'anno successivo. Elena gli sopravvisse per sei anni e morì all'età di 77 anni a Schomberg House il 9 giugno 1923.

## Biografia

### Infanzia

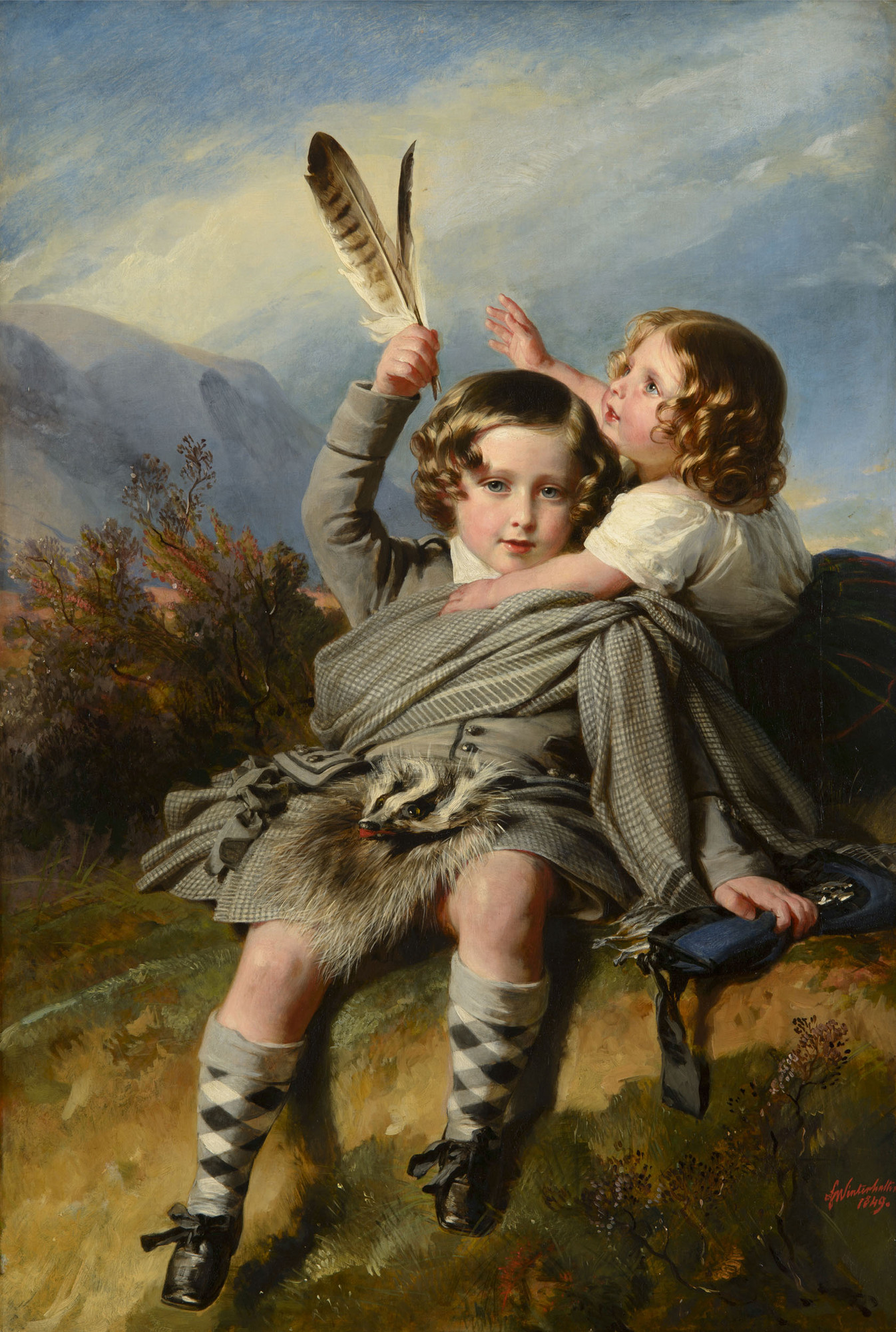
La principessa Elena con il fratello Principe Alfredo

Elena nacque a Buckingham Palace la residenza reale di Londra il 25 maggio 1846. Era la terza figlia e quinta fra i figli del monarca regnante britannico, la regina Vittoria, e suo marito il principe Alberto di Sassonia-Coburgo-Gotha. Alberto riferì a suo fratello Ernesto II, duca di Sassonia-Coburgo-Gotha che Elena "è venuta in questo mondo bluastra, ma adesso sta quasi bene". Aggiunse che la regina "ha sofferto di più e a lungo che le altre volte e dovrà restare molto tranquilla per riprendersi". Alberto e Vittoria scelsero i nomi di Helena Augusta Victoria. La forma del nome in tedesco di Elena era Helenchen, in seguito abbreviato in Lenchen il nome con cui i membri della famiglia reale si sarebbero riferiti a Elena. In quanto figlia del sovrano, Elena fu titolata alla nascita Sua Altezza Reale la principessa Elena Augusta Victoria di Sassonia-Coburgo e Gotha, principessa del Regno Unito di Gran Bretagna e d'Irlanda, principessa di Sassonia-Coburgo e Gotha e duchessa in Sassonia. Elena fu battezzata il 25 luglio 1846 nella cappella privata di Buckingham Palace. I suoi padrini furono il Granduca Ereditario di Meclemburgo-Strelitz (suo primo cugino di secondo grado); la Duchessa d' Orléans (rappresentata della nonna materna, la duchessa di Kent) e la Duchessa di Cambridge (sua prozia materna).
Elena era una bambina vivace e schietta e reagì da bambina contro una presa in giro fraterna dando un pugno sul naso ad un bullo. Tra i suoi talenti precoci era incluso il disegno. Lady Augusta Stanley, una dama di compagnia della regina, commentò favorevolmente un disegno della trenne Elena. Come le altre sorelle, Elena era capace di suonare il piano a un alto livello in età precoce.
I suoi interessi annoveravano le scienze e la tecnologia, interessi condivisi con il padre, il principe Alberto, ma anche passeggiate a cavallo e regate in barca, due delle sue occupazioni preferite durante l'infanzia. Elena divenne una figlia mediana in seguito alla nascita della principessa Luisa nel 1848, e le sue capacità furono oscurate dalle sorelle più artistiche.

### Morte del principe Alberto

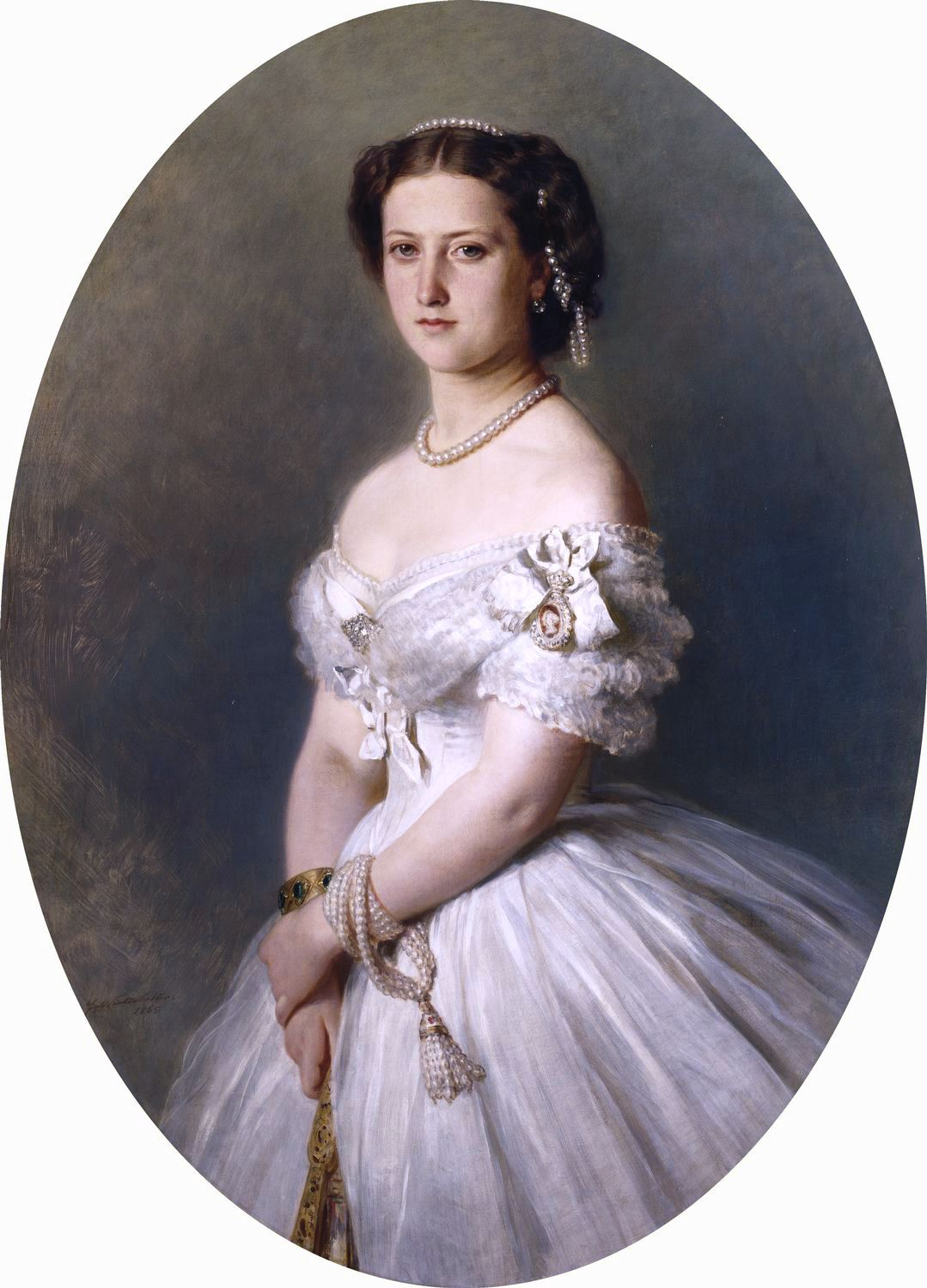
Ritratto (Franz Xaver Winterhalter; 1865).

Il padre di Elena, il principe Alberto, morì il 14 dicembre 1861. La regina Vittoria fu sconvolta e ordinò all'intera famiglia di trasferirsi da Windsor a Osborne House, la residenza della Sovrana sull'Isola di Wight. Anche il dolore di Elena fu molto profondo e un mese dopo scrisse a un amico: "Ciò che abbiamo perso non potrà essere rimpiazzato con nulla, e il nostro dolore è molto, molto amaro... Adoravo papà, gli volevo bene più di chiunque altro sulla terra, la sua parola era una legge sacra, ed era il mio aiuto ed il mio confidente [...] Quei momenti erano i più felici della mia vita, e ora è tutto, tutto finito."
La Regina affidò il compito di sua segretaria non ufficiale alla seconda delle sue figlie maggiori, la principessa Alice, ma Alice aveva bisogno lei stessa di un assistente. Anche se Elena era la successiva delle figlie maggiori, Vittoria la considerò inattendibile a causa della sua incapacità di non scoppiare a piangere per lungo tempo. Pertanto, Luisa fu scelta per assumere il ruolo al suo posto. Alice sposò il principe Luigi d'Assia nel 1862, dopodiché Elena assunse il ruolo - descritto come il "bastone" della sua anziana madre da un biografo - al fianco della madre. In questo ruolo, svolse compiti di segreteria minori, come scrivere le lettere della regina, aiutandola con la sua corrispondenza politica e assistendola facendole compagnia.

### Matrimonio

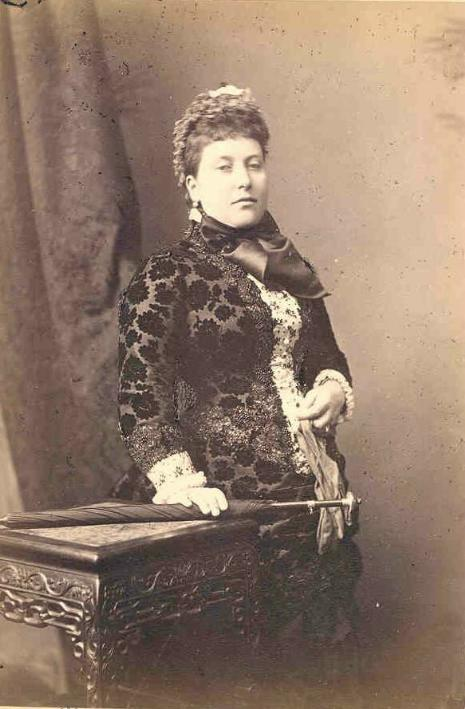
La Principessa Elena

La principessa Elena cominciò un precoce flirt con l'ex bibliotecario di suo padre, Carl Ruland, in seguito alla sua nomina alla Casa Reale, su raccomandazione del Barone Stockmar nel 1859. Egli era fidato abbastanza per insegnare il tedesco al fratello di Elena, il giovane principe di Galles, e la Regina lo descrisse come "vantaggioso e capace". Quando la Regina scoprì che Elena si era interessata romanticamente di un servitore reale, Ruland fu immediatamente licenziato da Corte ed esiliato dal Regno Unito, e non perse mai l'ostilità della Regina.
In seguito alla partenza di Ruland nel 1863, la Sovrana si attivò per trovare un marito a Elena. Comunque, dato che era una delle figlie mediane, la prospettiva di una forte alleanza con una famiglia reale europea erano basse. Anche il suo aspetto era un problema: già dall'età di quindici anni fu descritta dai biografi di corte come impacciata, tozza, sciatta e con il doppio mento. Inoltre, Vittoria insistette che il futuro marito di Elena dovesse essere preparato a vivere accanto alla regina, mantenendo così la figlia al suo fianco.

### Fidanzamento e matrimonio

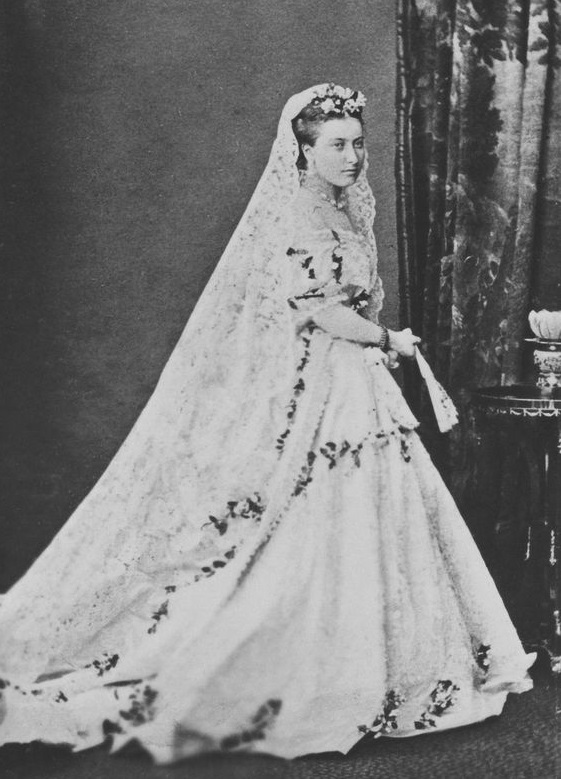
La principessa Elena in abito da sposa (1866).

Alla fine la sua scelta cadde sul principe Cristiano di Schleswig-Holstein; tuttavia, il matrimonio era politicamente scomodo e causò una seria rottura all'interno della famiglia. Lo Schleswig e l'Holstein erano due territori contesi tra la Prussia e la Danimarca durante la prima e la Seconda guerra dello Schleswig. In quest'ultima Prussia e Austria sconfissero la Danimarca, ma i ducati furono rivendicati dall'Austria per la famiglia del principe Cristiano. Tuttavia, in seguito alla Guerra austro-prussiana in cui la Prussia invase e occupò i ducati, questi divennero prussiani, ma il titolo di Duca di Schleswig-Holstein fu ancora rivendicato dalla famiglia del principe Cristiano. Il matrimonio, pertanto, inorridì la principessa di Galles, figlia di re Cristiano IX di Danimarca che affermò sconvolta: "I Ducati appartengono a papà!". Alessandra trovò sostegno nel marito Principe di Galles e nella principessa Alice, che accusarono apertamente la loro madre di sacrificare la felicità di Elena per un vantaggio della Regina. Il Principe di Galles sostenne inoltre che ciò avrebbe ridotto la già bassa popolarità di sua sorella, la principessa ereditaria di Prussia, presso la corte di Berlino. Tra gli altri oppositori vi erano il principe Alfredo e il principe Giorgio, duca di Cambridge, ma la regina era ardentemente sostenuta dalla figlia maggiore Vittoria, che era stata per molti anni un'amica personale della famiglia di Cristiano.
Malgrado le controversie politiche e la differenza di età - lui era più grande di quindici anni - Elena fu molto felice con Cristiano e fu determinata a sposarlo. In quanto figlio più giovane di un duca regnante, l'assenza di impegni all'estero gli permise di restare permanentemente in Gran Bretagna - la principale preoccupazione della Regina - e dichiarò che il matrimonio poteva procedere. Elena e Cristiano erano in realtà terzi cugini discendenti entrambi da Federico di Hannover, principe di Galles. I rapporti tra Elena e Alessandra rimasero tesi, e Alessandra non era pronta per accettare Cristiano (che era anche suo terzo cugino, discendente da re Federico V di Danimarca) come suo fratello o cugino. La Regina non perdonò mai ad Alessandra le accuse di possessività e scrisse nei suoi diari: "Bertie è molto affettuoso e gentile ma Alix (nomignolo di Alessandra) non è affatto quello che dovrebbe essere. Sarà lunga, se mai, prima che riacquisti la mia fiducia".
Il fidanzamento fu annunciato il 5 dicembre 1865 e nonostante l'iniziale rifiuto dei principi di Galles e della principessa Alice di partecipare, alla fine vennero tutti e il matrimonio fu un felice avvenimento.

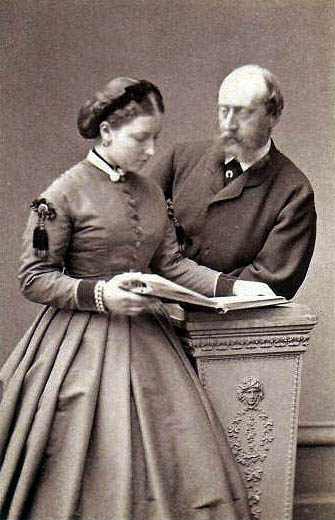
La Principessa Elena e il Principe Cristiano, in una serie di foto dopo il loro fidanzamento nel 1865

La Regina permise che la cerimonia avesse luogo al Castello di Windsor anche se nella cappella privata piuttosto che nella più grande cappella di S. Giorgio e alleggerì il suo abito nero da lutto con una cuffietta bianca da lutto che drappeggiava sulla schiena. Gli ospiti principali si sistemarono nella cappella al suono della Marcia Trionfale di Beethoven creando uno spettacolo unico, segnata dalla sparizione del principe George, Duca di Cambridge, che ebbe un improvviso attacco di gotta. Cristiano si sistemò nella cappella con i suoi due sostenitori, il principe Edoardo di Sassonia-Weimar e il principe Federico di Schleswig-Holstein, ed Elena fu accompagnata lungo la navata dal principe di Galles e da otto damigelle. Cristiano sembrava più vecchio di quanto era, e un ospite commentò che sembrava che Elena stesse sposando un vecchio zio. In effetti, quando fu convocato per la prima volta in Gran Bretagna, si presumeva che la Regina lo stesse valutando come un nuovo marito per sé piuttosto che come un candidato per una delle sue figlie. La coppia trascorse la prima notte della loro vita coniugale a Osborne House, prima di partire per la luna di miele a Parigi, Interlaken e Genova.

#### Vita matrimoniale
Elena e Cristiano erano devoti l'un l'altro e condussero una vita tranquilla paragonata a quella delle sorelle di Elena. In seguito al loro matrimonio, si stabilirono a Cumberland Lodge nel Windsor Great Park, la residenza tradizionale del Ranger del Windsor Great Park, la posizione d'onore conferita a Cristiano dalla Regina. Durante il soggiorno a Londra, vissero nella Suite belga a Buckingham Palace.
La coppia ebbe sei figli:
- Cristiano Vittorio Alberto Ernesto Antonio (14 agosto 1867–29 ottobre 1900)
- Alberto Giovanni Carlo Federico Arturo Giorgio (28 febbraio 1869–13 marzo 1931)
- Vittoria Luisa Sofia Augusta Amelia Elena (3 maggio 1870–13 marzo 1948)
- Francesca Giuseppina Luisa Augusta Maria Cristina Elena (12 agosto 1872–8 dicembre 1956)
- Federico Cristiano Augusto Leopoldo Edoardo (12 maggio 1876–20 maggio 1876)
- Nato morto senza nome (7 maggio 1877)

La principessa Luisa, sorella di Elena, commissionò allo scultore francese Jules Dalou di scolpire un monumento ai bambini morti di Elena.

### Incarichi reali

#### Infermiera
Elena aveva un interesse nelle scienze infermieristiche e divenne presidente della British Nurses' Association (RBNA) al momento della sua fondazione nel 1887. Nel 1891 l'associazione ricevette il prefisso "Royal" e l'anno successivo ricevette la Royal Charter. Divenne una forte sostenitrice nelle iscrizioni delle infermiere, un problema a cui si opposero sia Florence Nightingale che i personaggi pubblici.
Dopo la morte della regina Vittoria, nel 1901, la nuova regina, Alessandra, insistette per sostituirsi a Elena come presidente del Servizio Infermieristico dell'Esercito. Ciò diede luogo ad un'ulteriore rottura tra le donne reali. Tuttavia, in conformità con il rango, Elena accettò di dimettersi a favore della regina Alessandra e mantenne la presidenza della Army Nursing Reserve.
Il RBNA gradualmente andò in declino a seguito della Nurses Registration Act 1919; dopo sei tentativi falliti tra il 1904 e il 1918, il parlamento britannico approvò la legge che consentì la registrazione formale delle infermiere. Il risultato fu la creazione del Royal College of Nursing (RCN). Elena rimase attiva in altre organizzazioni di cura, e fu anche presidente della Isle of Wight, Windsor e Great Western Railway. In questa posizione, firmò e presentò personalmente molte migliaia di certificati di idoneità in infermieristica.

#### Lavori di cucito
Elena era anche attiva nella promozione di ricamo e divenne il primo presidente della nuova School of Art Needlework nel 1872; nel 1876, acquistò il prefisso "Royal", diventando la Royal School of Needlework. Nel discorso di Elena, furono decantati gli obiettivi della scuola che erano: "In primo luogo, far rivivere una bellissima arte che era stata pressoché perduta, e in secondo luogo, attraverso la sua rinascita, di fornire occupazione alle gentildonne prive di mezzi di sostentamento adeguati" .
Elena era desiderosa di aiutare i bambini e i disoccupati e cominciò ad organizzare cene gratuite per il loro beneficio alla Windsor Guildhall. Prese parte a due di queste cene, una nel febbraio e una nel marzo 1886, oltre 3 000 pasti vennero serviti ai bambini e a uomini disoccupati durante il duro inverno di quell'anno. Attraverso le sue attività di beneficenza, acquisì grande popolarità.

#### Scrittrice
Un altro interesse di Elena era la scrittura, in particolare le traduzioni. Nel 1867, quando venne pubblicata la prima biografia di suo padre, il principe Consorte, l'autore Sir Charles Grey, notò che le lettere del principe erano state tradotte dal tedesco all'inglese da Elena. Seguirono altre traduzioni e nel 1887 pubblicò una traduzione di Le Memorie di Guglielmina, Margravia di Bayreuth. La sua ultima traduzione fu nel 1882, su un libretto tedesco intitolato First Aid to the Injured, che venne pubblicato più volte nel 1906.

#### Affare Bergsträsser
Un problema di copyright sorse dopo la pubblicazione delle lettere scritte dalla sorella di Elena, la principessa Alice. In Germania, un'edizione delle lettere di Alice fu pubblicata nel 1883 da un sacerdote di Darmstadt, il dottor Carl Sell, che scelse una selezione delle sue lettere messe a sua disposizione dalla regina Vittoria. Quando accadde, Elena chiese il permesso di pubblicare il testo dal tedesco in inglese, e le venne concesso, ma senza il permesso della casa editrice del dottor Bergsträsser. Nel dicembre 1883 Elena scrisse a Sir Theodore Martin, un biografo reale, informandolo che Bergsträsser pretendeva i diritti d'autore sulle lettere di Alice, e su questa base chiedeva un ritardo nella pubblicazione dell'edizione inglese. Martin agì da intermediario tra Elena e Bergsträsser, che sosteneva di aver ricevuto molte offerte dagli editori inglesi, e che il prescelto si aspetta un alto onorario.
Bergsträsser cessò la sua richiesta di un ritardo nella pubblicazione e modificò le sue pretese del diritto d'autore in cambio di una somma forfettaria di denaro. Tuttavia, la Regina ed Elena rifiutarono, sostenendo che il diritto d'autore in realtà apparteneva alla Sovrana. Alla fine Bergsträsser arrivò in Gran Bretagna nel gennaio 1884, disposto ad accettare 100 £ per le prime 3 000 copie e ulteriori 40 sterline per ciascuno successive migliaia di copie vendute.

### Ultimi anni

#### Periodo edoardiano
Il figlio prediletto di Elena, il principe Cristiano Vittorio, morì nel 1900, seguito a breve da sua madre, la regina Vittoria, a Osborne House il 22 gennaio 1901. Il nuovo sovrano, re Edoardo VII, non aveva stretti legami con le sue sorelle superstiti, con l'eccezione della principessa Luisa. Il nipote di Elena, il principe Alessandro Mountbatten (poi marchese di Carisbrooke) scrisse che la regina Alessandra era molto infastidita dalla presenza delle cognate e che non le avrebbe invitate alle celebrazioni natalizie di Sandringham.
Elena, dal canto suo, non ebbe rapporti particolarmente stretti con fratelli e sorelle, continuando piuttosto il suo ruolo di sostegno alla monarchia impegnata in molti enti di beneficenza che lei rappresentava. Insieme al marito condusse una vita tranquilla, anche, se nonostante la vecchiaia, rappresentò il fratello nelle occasioni ufficiali, tra cui nel 1906 alle nozze d'argento del nipote, il Kaiser Guglielmo II.

### Morte

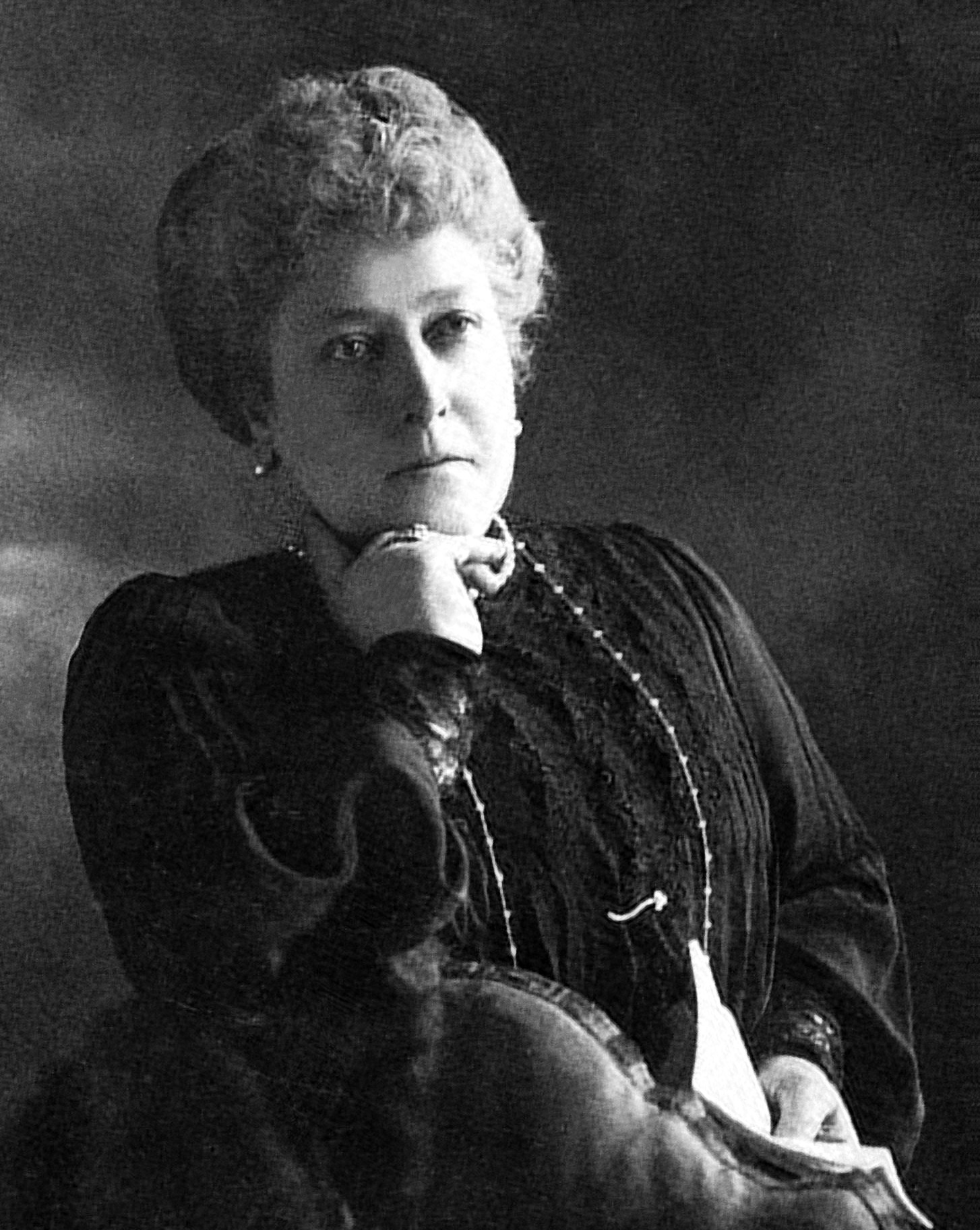
Principessa Elena (circa 1910)

Edoardo VII morì nel 1910 e la prima guerra mondiale scoppiò quattro anni dopo la sua morte. Elena dedicò il suo tempo alla cura di sua figlia e a scrivere le sue memorie. Decise che le lettere dovevano essere inoltrate alla principessa ereditaria Margherita di Svezia, siccome la Svezia era neutrale durante la guerra. Fu durante il conflitto che Elena e Cristiano celebrarono le loro nozze d'oro, e nonostante il fatto che la Gran Bretagna e la Germania fossero in guerra, il Kaiser tedesco Guglielmo II inviò un telegramma di congratulazioni ai suoi zii per il tramite della principessa Margherita di Svezia.
Il 17 luglio 1917, in risposta all'ondata di sentimento antitedesco che accompagnava la guerra, re Giorgio V con un proclama reale cambiò il nome della famiglia da Sassonia-Coburgo e Gotha in Windsor. Inoltre furono aboliti tutti i titoli nobiliari tedeschi ancora in uso e nel diritto della Casa Reale. A seguito di ciò, Cristiano, Elena e le loro figlie divennero semplicemente noti come le LL.AA.RR. il principe e la principessa Cristiano, senza alcuna designazione territoriale. Il figlio superstite di Elena, Alberto, combatté a fianco dei prussiani, anche se dichiarò che non avrebbe combattuto contro il paese della madre . Nello stesso anno, il 28 ottobre, il principe Cristiano morì a Schomberg House.
Elena morì a Schomberg House il 9 giugno 1923. Al suo funerale attese re Giorgio V. Fu inizialmente sepolta nella Royal Vault a St. George il 15 giugno 1923, ma poi il suo corpo fu traslato Royal Burial Ground, a Frogmore, a pochi chilometri da Windsor, dopo la sua consacrazione, il 23 ottobre 1928.

## Eredità
Elena era una sostenitrice attiva e scrisse lettere ai giornali e riviste che promuovevano gli interessi dell'iscrizione delle infermiere. Il suo status regale contribuì a promuovere le organizzazioni di cui si occupava come la Royal British Nurses' Association, che sopravvive ancora oggi con la baronessa Cox come presidente.
In apparenza, Elena venne descritta da John Van der Kiste come grassa e sciatta, e nel temperamento, come placida e con uno spirito autoritario. Tuttavia, la figlia di Elena, la principessa Maria Luisa, l'ha descritta come:
La musica era una delle sue passioni; in gioventù suonò il pianoforte con Charles Hallé, Jenny Lind e Clara Butt. La sua determinazione a svolgere una vasta gamma di funzioni pubbliche le fece guadagnare una grande popolarità.

## Ascendenza
|                                       |                             |                                                 | Genitori                                        |  |  | Nonni |  |  | Bisnonni                                        |  |  | Trisnonni                                     |  |
|                                       |                             |                                                 |                                                 |  |  |       |  |  | Francesco Federico di Sassonia-Coburgo-Saalfeld |  |  | Ernesto Federico di Sassonia-Coburgo-Saalfeld |  |
|                                       |                             |                                                 |                                                 |  |  |       |  |  | Francesco Federico di Sassonia-Coburgo-Saalfeld |  |  | Ernesto Federico di Sassonia-Coburgo-Saalfeld |  |
|                                       |                             | Sofia Antonia di Brunswick-Wolfenbüttel         |                                                 |  |  |       |  |  | Francesco Federico di Sassonia-Coburgo-Saalfeld |  |  |                                               |  |
| Ernesto I di Sassonia-Coburgo-Gotha   |                             |                                                 |                                                 |  |  |       |  |  | Francesco Federico di Sassonia-Coburgo-Saalfeld |  |  |                                               |  |
|                                       |                             | Augusta di Reuss-Ebersdorf                      | Enrico XXIV di Reuss-Ebersdorf                  |  |  |       |  |  |                                                 |  |  |                                               |  |
|                                       |                             | Augusta di Reuss-Ebersdorf                      | Enrico XXIV di Reuss-Ebersdorf                  |  |  |       |  |  |                                                 |  |  |                                               |  |
|                                       |                             | Augusta di Reuss-Ebersdorf                      | Carolina Ernestina di Erbach-Schönberg          |  |  |       |  |  |                                                 |  |  |                                               |  |
| Alberto di Sassonia-Coburgo-Gotha     |                             | Augusta di Reuss-Ebersdorf                      |                                                 |  |  |       |  |  |                                                 |  |  |                                               |  |
|                                       |                             | Augusto di Sassonia-Gotha-Altenburg             | Ernesto II di Sassonia-Gotha-Altenburg          |  |  |       |  |  |                                                 |  |  |                                               |  |
|                                       |                             | Augusto di Sassonia-Gotha-Altenburg             | Ernesto II di Sassonia-Gotha-Altenburg          |  |  |       |  |  |                                                 |  |  |                                               |  |
|                                       |                             | Augusto di Sassonia-Gotha-Altenburg             | Carlotta di Sassonia-Meiningen                  |  |  |       |  |  |                                                 |  |  |                                               |  |
| Luisa di Sassonia-Gotha-Altenburg     |                             | Augusto di Sassonia-Gotha-Altenburg             |                                                 |  |  |       |  |  |                                                 |  |  |                                               |  |
|                                       |                             | Luisa Carlotta di Meclemburgo-Schwerin          | Federico Francesco I di Meclemburgo-Schwerin    |  |  |       |  |  |                                                 |  |  |                                               |  |
|                                       |                             | Luisa Carlotta di Meclemburgo-Schwerin          | Federico Francesco I di Meclemburgo-Schwerin    |  |  |       |  |  |                                                 |  |  |                                               |  |
|                                       |                             | Luisa Carlotta di Meclemburgo-Schwerin          | Luisa di Sassonia-Gotha-Altenburg               |  |  |       |  |  |                                                 |  |  |                                               |  |
| Elena di Sassonia-Coburgo-Gotha       |                             | Luisa Carlotta di Meclemburgo-Schwerin          |                                                 |  |  |       |  |  |                                                 |  |  |                                               |  |
|                                       | Giorgio III del Regno Unito | Federico di Hannover                            |                                                 |  |  |       |  |  |                                                 |  |  |                                               |  |
|                                       | Giorgio III del Regno Unito | Federico di Hannover                            |                                                 |  |  |       |  |  |                                                 |  |  |                                               |  |
|                                       | Giorgio III del Regno Unito | Augusta di Sassonia-Gotha-Altenburg             |                                                 |  |  |       |  |  |                                                 |  |  |                                               |  |
| Edoardo Augusto di Hannover           | Giorgio III del Regno Unito |                                                 |                                                 |  |  |       |  |  |                                                 |  |  |                                               |  |
|                                       |                             | Carlotta di Meclemburgo-Strelitz                | Carlo Ludovico Federico di Meclemburgo-Strelitz |  |  |       |  |  |                                                 |  |  |                                               |  |
|                                       |                             | Carlotta di Meclemburgo-Strelitz                | Carlo Ludovico Federico di Meclemburgo-Strelitz |  |  |       |  |  |                                                 |  |  |                                               |  |
|                                       |                             | Carlotta di Meclemburgo-Strelitz                | Elisabetta Albertina di Sassonia-Hildburghausen |  |  |       |  |  |                                                 |  |  |                                               |  |
| Vittoria del Regno Unito              |                             | Carlotta di Meclemburgo-Strelitz                |                                                 |  |  |       |  |  |                                                 |  |  |                                               |  |
|                                       |                             | Francesco Federico di Sassonia-Coburgo-Saalfeld | Ernesto Federico di Sassonia-Coburgo-Saalfeld   |  |  |       |  |  |                                                 |  |  |                                               |  |
|                                       |                             | Francesco Federico di Sassonia-Coburgo-Saalfeld | Ernesto Federico di Sassonia-Coburgo-Saalfeld   |  |  |       |  |  |                                                 |  |  |                                               |  |
|                                       |                             | Francesco Federico di Sassonia-Coburgo-Saalfeld | Sofia Antonia di Brunswick-Wolfenbüttel         |  |  |       |  |  |                                                 |  |  |                                               |  |
| Vittoria di Sassonia-Coburgo-Saalfeld |                             | Francesco Federico di Sassonia-Coburgo-Saalfeld |                                                 |  |  |       |  |  |                                                 |  |  |                                               |  |
|                                       |                             | Augusta di Reuss-Ebersdorf                      | Enrico XXIV di Reuss-Ebersdorf                  |  |  |       |  |  |                                                 |  |  |                                               |  |
|                                       |                             | Augusta di Reuss-Ebersdorf                      | Enrico XXIV di Reuss-Ebersdorf                  |  |  |       |  |  |                                                 |  |  |                                               |  |
|                                       |                             | Augusta di Reuss-Ebersdorf                      | Carolina Ernestina di Erbach-Schönberg          |  |  |       |  |  |                                                 |  |  |                                               |  |
|                                       |                             | Augusta di Reuss-Ebersdorf                      |                                                 |  |  |       |  |  |                                                 |  |  |                                               |  |